# Портрет доктора Рея
«Портрет доктора Рея» — картина нідерландського художника Вінсента ван Гога, написана навесні 1889 року.

## Історія
На картині зображений Фелікс Рей, практикант в лікарні Арля, де лікувався Ван Гог. Доктор Рей допомагав художнику під час нападів, і в подяку ван Гог написав цей портрет, який, за свідченням сучасників, вийшов дуже схожим. Вінсент ван Гог зміг передати основні риси доктора — фізичну міць і впевненість у собі. Однак Фелікс Рей був байдужий до мистецтва і сховав подаровану йому картину на горищі. Потім вона прикривала діру в курнику. Лише в 1900 році художник Шарль Камоен, опинившись в Арлі, виявив цей портрет у дворі доктора Рея.
Про історію створення портрета існує однойменна п'єса.

## Провенанс
До 1918 року портрет перебував у зібранні С. І. Щукіна в Москві, потім в Державному музеї нового західного мистецтва, а з 1948 року і донині перебуває в Музеї імені Пушкіна в Москві.